# Brigham Young (mormó)
Brigham Young (1 de juny de 1801 - 29 d'agost de 1877) va ser el segon profeta vident i revelador, president de l'Església de Jesucrist dels Sants dels Últims Dies, també coneguts com a mormons. Young és conegut amb diversos àlies, entre ells «el Moisès Americà» (o també «Moisès modern»o «Moisès mormó») pel fet que, com Moisès, va conduir als primers membres de l'Església de Jesucrist durant un èxode per les planes d'Amèrica del Nord, per arribar a una terra promesa. També se l'ha conegut com «el Lleó del Senyor» per la seva forta personalitat, i com a «Germà Brigham». La seva biografia va ser portada al cinema el 1940 en la pel·lícula Brigham Young, protagonitzada per Tyrone Power, Linda Darnell, Vincent Price i Dean Jagger com Brigham Young.

## Biografia
Young va néixer en una família de grangers a Whittingham al Vermont i va treballar com a fuster i ferrer itinerant, entre altres treballs. Es va casar per primera vegada el 1824.
Encara que s'havia convertit al metodisme el 1823, Young es va acostar al mormonisme després de llegir el Llibre del Mormó poc després de la publicació el 1830. Es va unir formalment a la nova fe el 1832 i va viatjar al Canadà com a missioner. Quan la seva primera dona va morir a 1833, Young col·laborar amb altres mormons per establir una comunitat a Kirtland a Ohio.
Young estava molt compromès amb la seva fe. Va ser ordenat com apòstol i es va unir al Consell dels Dotze Apòstols com un dels primers membres, el 14 de febrer de 1835. Durant les persecucions de Missouri a final de la dècada dels 1830 li van ser embargades totes les seves propietats. El 1840 i 1841 va viatjar al Regne Unit com a missioner de l'Església. A la dècada dels 1840 Young estava entre els que van establir la ciutat de Nauvoo a Illinois, a la vora del riu Mississipi. En aquesta ciutat es va establir la nova seu de l'Església de Jesucrist dels Sants dels Últims Dies.
Mentre era a la presó esperant un judici per càrrecs de traïció, el president de l'Església Joseph Smith va ser assassinat per una multitud enfervorida el 1844.
Hi va haver diversos aspirants per substituir-lo com a president de l'església. Sidney Rigdon, l'únic supervivent de la primera presidència argumentar la necessitat de ser temporalment «guardià de l'Església», però en un míting celebrat a Nauvoo, Young va argumentar amb èxit que era el Consell dels Dotze qui havia de regir la comunitat. Aquesta proposta va tirar endavant, i Young, com a president del Consell, es va proclamar líder com a president del Quorum dels Dotze.
A partir d'aquesta conferència l'Església es va escindir en dos grans corrents: els que postulaven que la successió de la presidència i ofici de profeta havien d'estar a càrrec de qui hauria estat assenyalat pel difunt Joseph Smith Junior, el seu fill de dotze anys a la data Joseph Smith Tercer i aquells que van recolzar l'autoproclamació de Brigham Young com a líder espiritual, profeta, vident i revelador. El corrent que no acceptà Young avui conformà la Comunitat de Crist radicada a Independence (Missouri) i la facció que va seguir Young avui és l'Església de Jesucrist dels Sants dels Últims dies establerta a Utah.
Rigdon es va escindir i va assumir la presidència de l'Església Rigdonita, amb seu a Pittsburgh a Pennsilvània. Van sorgir també altres líders per encapçalar el que més tard serien grups independents del moviment.

## President de l'Església de Jesucrist dels Sants dels Últims Dies

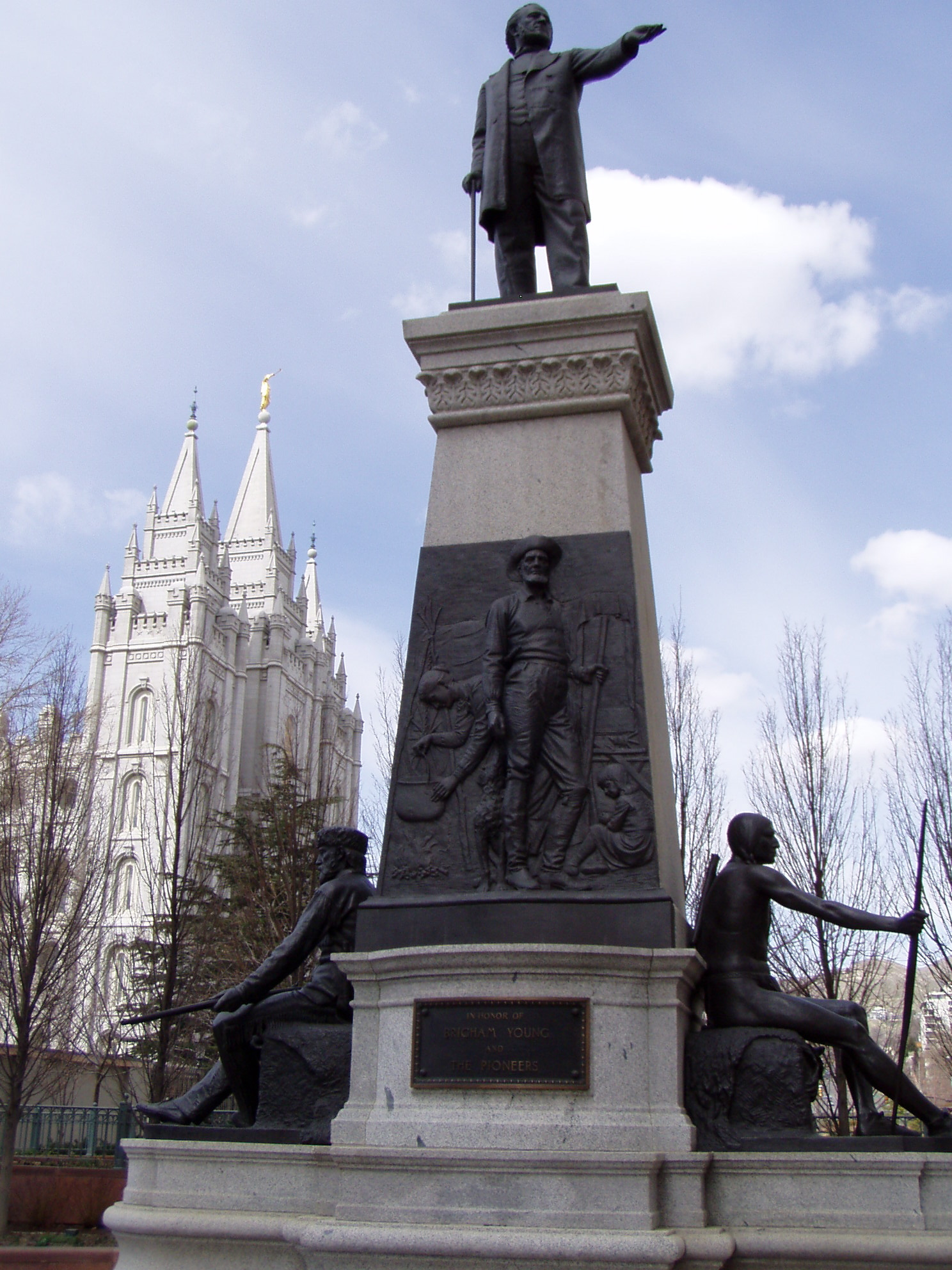
Monument a Brigham Young

Després de tres anys sota el Consell dels Dotze, Young va organitzar una nova Primera Presidència i va ser declarat president de l'Església el 1847. La persistència de conflictes i la pràctica de la poligàmia va obligar Young a instal·lar la seva comunitat religiosa al territori que avui és Utah, aleshores part de Mèxic. L'any 1846 Young va organitzar el viatge que portaria als seus fidels a Winter Quarters, Nebraska, i més tard a la Vall del Llac Salat, el 24 de juliol de 1847. Aquesta data es recorda com el Dia del Pioner i és festiu a tot l'estat de Utah.
Poc després que les noves colònies mormones s'establissin en territori mexicà (part de l'Alta Califòrnia) venut il·legalment als Estats Units per Antonio López de Santa Anna i esmentat com «cessió mexicana» per cronistes nord-americans de l'època, Young va sol·licitar al Congrés dels Estats Units la creació de l'estat de Deseret. En lloc d'això, el 1850 es va establir al territori que avui és Utah, i Young va ser nomenat governador. Com a governador i president de l'Església, Young va gestionar assumptes religiosos i econòmics. Promoure la independència econòmica i l'autarquia. Va elevar l'estatus econòmic de les arques eclesiàstiques traient l'església i els seus membres de la pobresa.
Moltes ciutats de Utah i alguns dels estats veïns van ser fundades sota la direcció de Young. Alguns han acusat Young de ser un autòcrata, altres discrepen, reconeixent Young com un líder fort i influent durant una època complicada, conservant així una reputació i una herència que estan majoritàriament ben vistes dins del moviment mormó.

## Massacre de Mountain Meadows
El 1857, l'església mormona estava assegurant el seu poder a Utah quan va ocórrer un fet luctuós. Una caravana d'un centenar i mig de persones travessava l'estat amb destinació de Califòrnia, la caravana era dirigida per Fincher, per això se la coneixia com la «caravana Fincher». Eren colons buscant noves terres, la caravana fou envoltada i atacada per un grup de mormons armats. Després de cinc dies, la milícia mormona va convèncer els colons de rendir-se amb la promesa que se'ls donaria un salconduit per travessar l'estat. Quan els colons es van rendir va començar la carnisseria més gran entre pioners blancs durant tota la història de la colonització a Amèrica. Al voltant de 140 homes, dones i nens van ser executats a sang freda, només disset nens menors de vuit anys van sobreviure. Vuit anys és considerada el màxim d'edat per la innocència entre els mormons. El govern va detenir John D. Lee acusat com l'executor intel·lectual de la massacre. L'església el va excomunicar declarant Lee, fora de la llei de l'home i de l'església al suposadament mal interpretar un edicte del seu líder, Brigham Young.
Al març de 1877, 20 anys més tard, el govern federal dels Estats Units executà John D. Lee per la direcció dels assassinats. En les seves últimes paraules, John D. Lee confessà haver estat traït per Brigham Young, encara que va mantenir que aquest no va saber res de l'atrocitat fins després que havia passat. Certa interpretació dels fets van fer a John D. Lee suposar que Brigham Young volia que tot emigrant que passés pel territori de Utah durant el toc de queda fos detingut o assassinat. Brigham Young no va ser jutjat per la massacre fins que va morir aquest mateix any de 1877. L'esdeveniment de Mountain Meadows va ser i ha estat fins al dia d'avui criticat pels detractors de l'església mormona contant una gran quantitat de material bibliogràfic dedicat al tema.